# Masato Harasaki
Masato Harasaki (原崎 政人 Harasaki Masato?, nacido el 13 de agosto de 1974 en Aomori) es un exfutbolista japonés. Jugaba de centrocampista y su último club fue el Vegalta Sendai de Japón.

## Trayectoria

### Clubes
| Club               | País  | Año         |
| ------------------ | ----- | ----------- |
| Bellmare Hiratsuka | Japón | 1993 - 1998 |
| Omiya Ardija       | Japón | 1999 - 2003 |
| Vegalta Sendai     | Japón | 2004        |

## Palmarés

### Títulos nacionales
| Título             | Club               | País  | Año  |
| ------------------ | ------------------ | ----- | ---- |
| Copa del Emperador | Bellmare Hiratsuka | Japón | 1994 |